# Mark Lisianski
Mark Samojłowicz Lisianski (ros. Марк Само́йлович Лися́нский, ur. 1913, zm. 1993) – radziecki poeta, tekściarz. Autor słów do Hymnu Moskwy. Spoczywa pochowany na Cmentarzu Wagańkowskim w Moskwie.